# 龚煦瑗
龚煦瑗，合肥（今一说仁和）人，是一名清朝政治人物。
龚煦瑗曾于1886年接替汤寿铭任苏松道道员一职，1890年由聂缉椝接任。